# XXV Українська антарктична експедиція
XXV Українська антарктична експедиція (УАЕ) — 25-та наукова експедиція на українську антарктичну станцію Академік Вернадський у період з квітня 2020 по березень 2021 року.

## Експедиція
Експедиція мала відбути до Антарктиди наприкінці березня 2020 року, але Україна та багато інших країн через загрозу поширення коронавірусу закрили на певний час міжнародне авіасполучення. Через карантин у країнах Латинської Америки, покликаний не допустити поширення коронавірусу, XXV УАЕ була змушена повернутися до Києва.
У кінці березня 2020 року, XXV УАЕ знову вирушила до Антарктики та змогла дістатися чилійського міста Пунта-Аренас. Однак там їй знову довелося проходити двотижневу обсервацію — такі були вимоги Чилі. 14 квітня експедиція вийшла з Чилі, де вона проходила обсервацію, й почала перетинати протоку Дрейка на судні «Бетанзос». Перед відплиттям на «Бетанзос» завантажили шість фур продуктів, пального й обладнання. Експедиція дісталася станції «Академік Вернадський» 21 квітня вночі за Київським часом. Через карантин і коронавірус цьогорічна дорога полярників тривала понад місяць — з 16 березня.
У квітні 2020 року, на станції Академік Вернадський було встановлено вертикальний радіолокатор опадів Metek MRR-PRO — єдиний на Антарктичному півострові. Основною його цінністю є відображення вертикальної структури опадів: інтенсивності опадів, швидкості падіння часток, спектру розмірів часток, вологовмісту, висоти танення.
Зимувальний загін XXV УАЕ цілий рік проводив геофізичні, метеорологічні та біологічні дослідження, робив щоденні безперервні вимірювання, підтримував роботу станції, здійснював посильний ремонт. З приїздом сезонного загону роботи з модернізації значно активізувалися, зокрема, було залито фундамент та встановлено новий потужний кран, замінено систему опалення, встановлено антену для безлімітного інтернету тощо. Сезонна команда включала також науковців, які працювали за окремими програмами досліджень.
29 квітня 2021 року, XXV УАЕ повернулася до України. Разом з нею також прибула сезонна експедиція, учасники якої працювали на станції близько двох місяців.
XXV УАЕ, на погляд її учасників, стала найважчою в історії антарктичних досліджень.

## Склад експедиції
Наймолодший склад експедиції за всі роки, середній вік учасників якої склав — 37 років.
- Салганський Олександр Олексійович — біологічні дослідження (м. Київ), третя зимівка.
- Отруба Юрій Сергійович — геолого-геофізичні дослідження (м. Київ), шоста зимівка (керівник експедиції).
- Артеменко Ігор Геннадійович — гідрометеорологічні та океанографічні дослідження (м. Київ), перша зимівка.
- Жуковський Вадим Кирилович — гідрометеорологічні та океанографічні дослідження (м. Одеса), друга зимівка.
- Соіна Анна Вікторівна — гідрометеорологічні та океанографічні дослідження (м. Харків), перша зимівка.
- Сопін Андрій Олександрович — геокосмічні дослідження (м. Харків), друга зимівка.
- Омельянович Василь Миколайович — кухар, м. Малин (Житомирська обл.), п'ята зимівка.
- Білоус Максим Вікторович — системний механік, м. Шепетівка (Хмельницька обл.), перша зимівка.
- Лішенко Юрій Юрійович — дизеліст-електрик (м. Харків), третя зимівка.
- Прокопчук Євгеній Володимирович — системний адміністратор зв'язку, м. Буча (Київська обл.), перша зимівка.
- Дейнека Ігор Вікторович — лікар, Рівне, перша зимівка[7].

## Цілі експедиції
В Антарктиді вчені досліджували:
1. зміни клімату;
2. магнітне поле Землі;
3. «озонову діру»;
4. динаміку популяцій пінгвінів;
5. інших тварин та рослин;
6. пристосування живих організмів до екстремальних полярних умов;
7. космічну погоду в іоносфері Землі[8]

## Втрати
8 травня 2020 року загинув полярник Василь Омелянович, учасник XXV УАЕ, кухар. Він наклав на себе руки через особисті проблеми. Це була п'ята зимівля Омеляновича і перший випадок смерті на станції, відколи вона стала українською. Тіло полярника доставили до України рівно через шість місяців після його смерті. Така затримка була пов'язана з ідентифікацією тіла загиблого. За чилійським законодавством необхідно було довести, що тіло загиблого належить саме Василю Омеляновичу — лише після цього його могли репатріювати до України. Для цього місцева прокуратура мала отримати з України відбитки пальців загиблого, однак швидко зробити це не вдалось. 8 листопада, літак з тілом полярника Василя Омеляновича прибув до України.